# USS Barton (DD-599)
DD 599 Barton (Корабль соединённых штатов Бэртон) — американский эсминец типа Benson.
Заложен на ферфи Bethlehem Steel, Quincy 20 мая 1941 года. Заводской номер: 1517. Спущен 31 января 1942 года, вступил в строй 29 мая 1942 года.
13 ноября 1942 года потоплен двумя торпедами с японского эсминца «Юдати» близ острова Гуадалканал. Из состава ВМС США исключён 13 января 1943 года.